# Illice vilaricensis
Illice vilaricensis là một loài bướm đêm thuộc phân họ Arctiinae, họ Erebidae.